# Историческая лингвистика
Историческая, или диахроническая (от греч. δια — через и χρόνος — время) лингвистика — научная дисциплина, занимающаяся изучением языковых изменений с течением времени. Основными задачами этого направления лингвистики являются:
- объяснение изменений одного языка за некоторый период;
- реконструкция предыстории языков и определение их родства, в соответствии с которым они классифицируются по языковым семьям (сравнительно-историческое языкознание);
- разработка общих теорий языковых изменений;
- изучение истории языковых сообществ;
- изучение истории слов, то есть их этимологии.

## История и развитие
Начало историко-лингвистических исследований историки науки относят к концу XVIII — началу XIX веков, когда началось систематическое изучение средневековых и античных трудов по лингвистике. Вначале историческая лингвистика представляла собой лишь сравнительно-историческое языкознание, которое впоследствии стало лишь одним из направлений более широко понимаемой дисциплины исторической лингвистики
На начальном этапе историческая лингвистика служила основой сравнительного языкознания, прежде всего как инструмент лингвистической реконструкции. На этом этапе лингвисты занимались главным образом разработкой классификации языковых семейств и реконструкцией протоязыков, используя сравнительный метод и метод внутренней реконструкции. Первоначально основное внимание уделялось изучению известных индоевропейских языков, многие из которых имели долгую письменную историю, а также уральских языков, ещё одну европейскую языковую семью, у которой письменные источники не столь давние. Затем были проведены обширные исследования австронезийских и различных семейств индейских языков. Для индоевропейских языков сравнительное изучение в настоящее время является узкоспециализированной областью. Большая часть исследований проводится в отношении последующего развития этих языков, в частности, разработки современных языковых стандартов.
Некоторые исследования преследовали цель доказательства существования языковой суперсемьи, связывая индоевропейские, уральские и другие языковые семьи с ностратической. Эти попытки не получили широкого распространения. Информация, необходимая для установления родства, становится менее доступной по мере увеличения древности исследуемых языковых реалий. Временна́я глубина лингвистических методов ограничена из-за случайного сходства слов и различий между языковыми группами, как правило, максимальную историческую глубину исследований оценивают в 10 тысяч лет. Датирование различных праязыков также сложно, доступные методы могут дать только приблизительные результаты.

## Синхронный и диахронный анализ

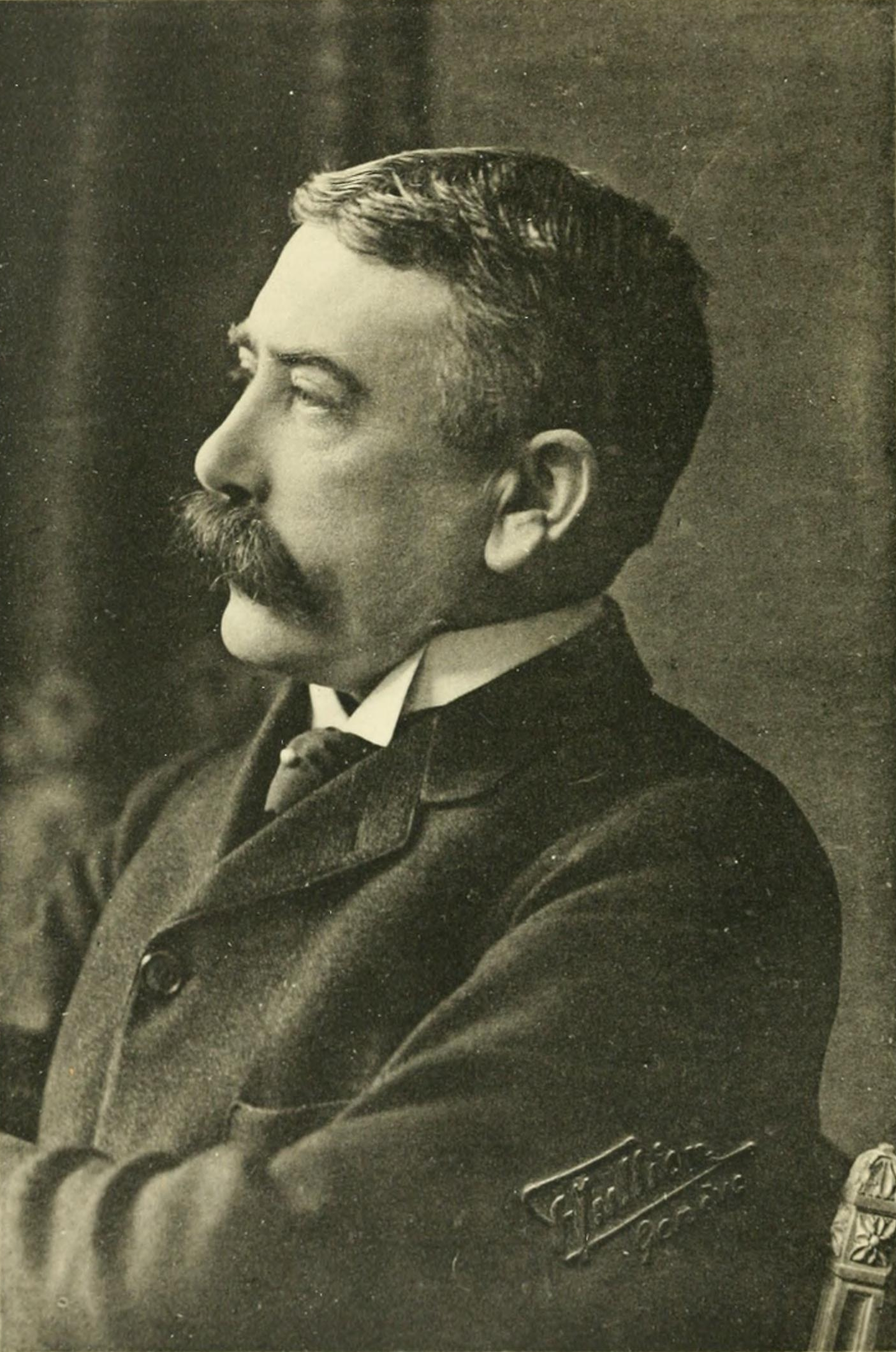
Фердинанд де Соссюр в своём фундаментальном труде «Курс общей лингвистики» впервые ввёл различение диахронической и синхронической лингвистики.

Лингвистические труды изначально носили историческую направленность, например, изучение современных диалектов включало изучение их происхождения. Впервые чёткое различение диахронической (исторической и сравнительной) и синхронической (дескриптивной) лингвистики провёл выдающийся швейцарский лингвист Фердинанд де Соссюр в своём фундаментальном труде «Курс общей лингвистики», опубликованном посмертно в 1916 году. Согласно Соссюру, лингвистическое исследование только тогда адекватно своему предмету, когда учитывает как диахронический, так и синхронический аспекты языка. Диахроническое исследование должно основываться на тщательно выполненных синхронических описаниях; исследование изменений, происходящих в историческом развитии языка, — утверждает Соссюр, — невозможно без внимательного синхронного анализа языка в определённые моменты его эволюции. Сопоставление же двух разных языков возможно лишь на основе предварительного тщательного синхронного анализа каждого из них. У концепции Соссюра были как сторонники, так и критики.
В современной лингвистике синхронный анализ рассматривает лингвистические явления только в какой-то определённый момент времени (как правило — в настоящее время, хотя возможен и синхронный анализ другой исторической формы языка). Диахронный же анализ рассматривает языковые феномены с точки зрения их развития во времени. Диахронный анализ — главный инструмент исторической лингвистики; тем не менее, большинство других областей лингвистики связаны с той или иной формой синхронного анализа. Изучение языковых изменений даёт ценную информацию о состоянии языковой ситуации, и поскольку все синхронные формы являются результатом исторической эволюции диахронных изменений, потребность объяснять языковые конструкции требует сосредоточения внимания на диахронных языковых процессах.
На практике синхроническая лингвистика «в чистом виде» была невозможна до изобретения граммофона, поскольку письменные источники, отражая развитие языка, всегда отстают от живой речи. Письменные источники зачастую также сложно точно датировать — для этого, как правило, требуются контекстуальные исторические данные или современные естественнонаучные технологии, как, например, радиоуглеродный анализ. Кроме того, работы социолингвистов по языковым вариациям показывают, что синхронные состояния не являются единообразными: у носителей языка, принадлежащих к разным поколениям, речевые характеристики различаются.
Синхронный и диахронный подходы позволяют сделать совершенно разные выводы в отношении одного и того же языка. Например, немецкий сильный глагол, подобно английскому sing — sang — sung, является неправильным, если рассматривать его синхронно, тогда как производные формы правильных глаголов обрабатываются совершенно по-разному, с применением определённых правил (например, добавив -ed к основной форме глагола:walk — walked). Это психолингвистический феномен, связанный с усвоением второго языка. Но при этом диахронный анализ показывает, что сильный глагол является остатком изменений внутренних гласных, в данном случае — аблаута в праиндоевропейском языке; историческая лингвистика редко использует категорию «неправильный глагол».
Главными средствами исследования в диахронической лингвистике являются сравнительный метод и метод внутренней реконструкции. Некоторыми лингвистами для преодоления ограничений, выраженных особенностями сравнительного метода, используются другие способы, как, например, массовое лексическое сравнение, но подавляюще количество учёных считает их ненадёжными.
Выводы исторической лингвистики часто используются в качестве основы для гипотез о миграциях тех или иных племён и наций, особенно в доисторический период. Однако на практике часто неясно, как объединять лингвистические данные с археологическими или генетическими. Например, существует множество теорий относительно родины и миграциях праиндоевропейцев, каждая из которых имеет свою интерпретацию археологических данных..

## Направления исследований

Классификация индоевропейских языков. Красным выделены мёртвые языки, белым категории или непроверенные праязыки. Левая половина: кентумные языки; правая половина: сатемные языки.

### Сравнительно-историческое языкознание
Сравнительно-историческое языкознание (также лингвисти́ческая компаративи́стика) — область лингвистики, посвящённая прежде всего родству языков, которое понимается историко-генетически (как факт происхождения от общего праязыка). Сравнительно-историческое языкознание занимается установлением степени родства между языками (построением генеалогической классификации языков), реконструкцией праязыков, исследованием диахронических процессов в истории языков, их групп и семей, этимологией слов.
Раздел сравнительно-исторического языкознания, занимающийся дальним языковым родством, — макрокомпаративистика.

#### Этимология
Этимология (др.-греч. ἐτυμολογία от ἔτυμον — истина, основное значение слова и λόγος — слово, учение, суждение) — раздел лингвистики (сравнительно-исторического языкознания), изучающий происхождение слов (устойчивых оборотов и реже морфем).
А также — методика исследований, используемых при выявлении истории происхождения слова (или морфемы) и сам результат такого выявления. Также под этимологией может пониматься любая гипотеза о происхождении того или иного конкретного слова или морфемы (например, «предложить более убедительную этимологию»), само происхождение слова (например, «у слова тетрадь греческая этимология», то есть версию происхождения — непосредственно этимон).
Термин «этимология» зародился в среде древнегреческих философов-стоиков и, согласно поздним свидетельствам Диогена Лаэртского, приписывается Хрисиппу (281/278—208/205 до н. э.). До XIX века термин «этимология» в языкознании мог применяться в значении «грамматика». Первоначально, у древних — учение об «истинном» («первоначальном») значении слова.

### Диалектология
Диалектология — раздел лингвистики, предметом изучения которого является диалект как некоторое целое. В отличие от других направлений лингвистики, выделяющих в качестве своего предмета один из элементов внешней или внутренней формы слова (фонетика, грамматика, семасиология), диалектология строит своё исследование синтетически, рассматривая как фонетические, так и семантические и грамматические особенности известной, географически фиксируемой языковой единицы. Это выделение диалектологии в особый отдел лингвистики противоречит принципу, который был положен в основу классификации остальных лингвистических дисциплин: оно базируется не на анализе структуры слова, а на учёте нового момента — момента географического. Отсюда — в трудах французской социологической лингвистики — отнесение диалектологии в круг лингвистических дисциплин, изучающих языковое явление в комплексе других культурно-исторических realia (linguistique externe), в противоположность лингвистическим дисциплинам, изучающим его структуру.

### Фонология
Фонология — (от греч. φωνή «звук» + λόγος «учение») — раздел лингвистики, изучающий структуру звукового строя языка и функционирование звуков в языковой системе. Большинство специалистов рассматривают фонологию (учение о функциональной стороне звуков речи) как раздел (часть) фонетики (учения о звуках речи); некоторые (среди них, в частности, такие видные фонологи, как Н. С. Трубецкой и С. К. Шаумян) рассматривают эти две дисциплины как непересекающиеся разделы лингвистики.
Отличие фонологии от фонетики состоит в том, что предмет фонетики не сводится к функциональному аспекту звуков речи, но охватывает наряду с этим также её субстанциальный аспект, а именно: физический и биологический (физиологический) аспекты: артикуляцию, акустические свойства звуков, их восприятие слушающим (перцептивная фонетика).

### Морфология
Морфология (от др.-греч. μορφή — «форма» и λόγος  — «слово, учение») — раздел грамматики, основными объектами которого являются слова естественных языков, их значимые части и морфологические признаки. В задачи морфологии, таким образом, входит определение слова как особого языкового объекта и описание его внутренней структуры.
Морфология, согласно преобладающему в современной лингвистике пониманию её задач, описывает не только формальные свойства слов и образующих их морфем (звуковой состав, порядок следования, и т. п.), но и те грамматические значения, которые выражаются внутри слова (или «морфологические значения»). В соответствии с этими двумя крупными задачами, морфологию часто делят на две области: «формальную» морфологию, или морфемику, в центре которой находятся понятия слова и морфемы, и грамматическую семантику, изучающую свойства грамматических морфологических значений и категорий (то есть морфологически выражаемое словообразование и словоизменение языков мира).
Наряду с обозначением некоторой области лингвистики, термин «морфология» может обозначать и часть системы языка (или «уровень» языка) — а именно, ту, в которой содержатся правила построения и понимания слов данного языка. Так, выражение испанская морфология соотносится с частью испанской грамматики, в которой изложены соответствующие правила испанского языка. Морфология как раздел лингвистики является в этом смысле обобщением всех частных морфологий конкретных языков, то есть совокупностью сведений о всех возможных типах морфологических правил.
Морфология вместе с синтаксисом составляют грамматику; но этот последний термин часто употребляется и в более узком смысле, практически как синоним морфологии («грамматическое значение», «грамматическая категория»).
Ряд лингвистических концепций (особенно генеративистских) не выделяет морфологию как отдельный уровень языка (таким образом, после фонологии начинается сразу синтаксис).

### Синтаксис
Синтаксис (др.-греч. σύν-ταξις «составление», «координация», «порядок») — раздел лингвистики, в котором изучаются номинативные и коммуникативные языковые единицы: предложение и словосочетание. Слово в буквальном переводе означает не только составление, но и упорядочивание, координирование, соединение слов в связный текст.
В лингвистике синтаксис — это совокупность правил, теоретических систем и языковых процессов, упорядочивающих и изучающих структуру предложений в каком-либо языке. Целью многих синтаксисов является установление синтаксических правил, общих для всех языков. Предметом изучения в синтаксисе являются синтаксические единицы, или языковые конструкции, в которых элементы речи объединены синтаксическими связями и отношениями.

## Темпы изменений и разновидности адаптации языков
В исследованиях по исторической лингвистике для характеристики степени изменений, происходящих в конкретном языке или диалекте, часто используются такие термины как «консервативный» и «инновационный». Для «консервативных» языков и диалектов темпы изменений сравнительно менее характерны, чем для «инновационных».
Различия в темпах изменений часто связаны с социально-экономической ситуацией в которой находятся носители языка. Примером «инновационного диалекта» может служить американский английский из-за огромного числа носителей и открытого взаимодействия его носителей с носителями языков других языковых групп; особенно наглядно эти изменения проявляются в лексике, связанной с бизнесом, маркетингом, технологиями.
Противоположностью «инновационного» выступает «консервативный» язык, для которого обычно характерны статичность и невосприимчивость к внешним воздействиям. Как правило, «консервативные» языки распространены на периферии, где отсутствует какое-либо другое население, говорящее на других языках. При этом термины «консервативный» и «инновационный» применительно к языкам являются достаточно условными и не несут каких-либо сравнительных ценностных характеристик языков.
Наиболее «консервативные» языки, которые сохраняют свойства, которые давно исчезли в других местах, иногда называют «архаичными».

## Эволюционный контекст
По мнению некоторых западных исследователей, в терминах теории эволюции историческая лингвистика (в отличие от глоттогонии) изучает ламарковские приобретённые характеристики языков.

### на русском языке
- Алпатов В. М. История лингвистических учений. — М., 1998.
- Амирова Т. А., Б. А. Ольховиков, Ю. В. Рождественский. Очерки по истории лингвистики. — М., 1975.
- Березин Ф. М. История лингвистических учений. — М., 1975.
- Кондрашов Н. А. История лингвистических учений. — М., 1979.
- Звегинцев В. А. История языкознания XIX—XX веков в очерках и извлечениях. Часть 1. — М., 1963.
- История лингвистических учений: Древний мир. — Л., 1980.
- История лингвистических учений: Средневековый Восток. — Л., 1981.
- Плунгян В.А. Общая морфология: Введение в проблематику. — М.: Едиториал УРСС, 2000. — 384 с. — ISBN 5-354-00314-8.

### на других языках
- Garner, Bryan A. Garner's Modern American Usage[англ.] (англ.). — New York: Oxford University Press, 2016. — 1056 p. — ISBN 978-0190491482.
- Raimo Anttila, Historical and Comparative Linguistics (2nd ed.) (John Benjamins, 1989) ISBN 90-272-3557-0
- Karl Brugmann, Berthold Delbrück, Grundriß der vergleichenden Grammatik der indogermanischen Sprachen (1886—1916).
- Theodora Bynon. Historical Linguistics (англ.). — Cambridge University Press, 1977. — ISBN 0-521-29188-7.
- Henry M. Hoenigswald, Language change and linguistic reconstruction (Chicago: Univ. of Chicago Press 1960).
- Richard D. Janda and Brian D. Joseph (Eds), The Handbook of Historical Linguistics (Blackwell, 2004) ISBN 1-4051-2747-3
- Roger Lass, Historical linguistics and language change. (Cambridge University Press, 1997) ISBN 0-521-45924-9
- Winfred P. Lehmann, Historical Linguistics: An Introduction (Second Edition) (Holt, 1973) ISBN 0-03-078370-4
- April McMahon, Understanding Language Change (Cambridge University Press, 1994) ISBN 0-521-44665-1
- James Milroy, Linguistic Variation and Change (Blackwell, 1992) ISBN 0-631-14367-X
- A. C. Partridge, Tudor to Augustan English: a Study in Syntax and Style, from Caxton to Johnson, in series, The Language Library, London: A. Deutsch, 1969; 242 p. SBN 233-96092-9
- M.L. Samuels, Linguistic Evolution (Cambridge University Press, 1972) ISBN 0-521-29188-7
- R. L. Trask (ed.), Dictionary of Historical and Comparative Linguistics  (Fitzroy Dearborn, 2001) ISBN 1-57958-218-4
- August Schleicher: Compendium der vergleichenden Grammatik der indogermanischen Sprachen. (Kurzer Abriss der indogermanischen Ursprache, des Altindischen, Altiranischen, Altgriechischen, Altitalischen, Altkeltischen, Altslawischen, Litauischen und Altdeutschen.) (2 vols.) Weimar, H. Boehlau (1861/62); reprinted by Minerva GmbH, Wissenschaftlicher Verlag, ISBN 3-8102-1071-4
- Radford, Andrew. Linguistics: An Introduction (неопр.). — Cambridge, UK: Cambridge University Press, 1999.
- Zuckermann, Ghil'ad. Language Contact and Lexical Enrichment in Israeli Hebrew (англ.). — Palgrave Macmillan, 2003. — ISBN 1-4039-1723-X.